# Is There Anybody Out There? The Wall Live 1980–81
Is There Anybody Out There? ist ein Musikalbum der britischen Rockband Pink Floyd, das im Jahr 2000 veröffentlicht wurde. Es ist eine Live-Aufnahme des Albums The Wall, zusammengestellt aus verschiedenen Konzerten der The-Wall-Tour 1980/1981, die von James Guthrie aufgenommen und Ende der 1990er abgemischt wurden. Ein Großteil der Aufnahmen stammt von den Konzerten im Earls Court in London.
Während der ersten Hälfte der Shows wurde auf der Bühne eine Mauer errichtet. Sobald diese fertiggestellt war, spielten die Mitglieder der Band in kleinen Öffnungen innerhalb der Mauer, auf der Mauer, vor der Mauer und teilweise auch komplett hinter der Mauer.
Das Cover des Albums zeigt die vier Masken der Bandmitglieder (in dieser Reihenfolge: Roger Waters, David Gilmour, Nick Mason und Richard Wright), die von der „surrogate Band“ (anderen Musikern, die, in Anlehnung an den Text des Lieds, das Stück In the Flesh spielten) getragen wurden.

## Hintergrund
Is There Anybody Out There? enthält Live-Versionen aller Originallieder von The Wall sowie die zwei zusätzlichen Stücke The last Few Bricks und What Shall We Do Now? Letzteres sollte ursprünglich auf das Studioalbum, wurde aber, weil es für die LP-Seite zu lang war, durch das kürzere Empty Spaces ersetzt. Im 'The Wall-Film ist es wiederum zu finden. Dagegen ist The last Few Bricks ein Instrumentalstück, das im Anschluss von Another Brick in the Wall (Part 3) gespielt wurde, um den Bühnenhelfern ausreichend Zeit zu geben, die Mauer fertigzustellen, bevor Roger Waters als Abschluss der ersten Konzerthälfte durch die letzte Mauerlücke Goodbye Cruel World sang. Das Lied enthielt charakteristische Elemente von The Happiest Days of Our Lives, Don’t Leave Me Now, Young Lust und Empty Spaces. Bis zur Veröffentlichung des Albums hatte dieses Instrumentalstück keinen Titel – auf einigen Bootleg-Mitschnitten wurde es von Fans Almost gone genannt; der offizielle Name wurde Waters erst beim Mischen des Albums von dem Produzenten James Guthrie vorgeschlagen.
Darüber hinaus enthält das Album auch zwei gesprochene Stücke mit dem Titel MC:Atmos (bzw. auf einigen Veröffentlichungen auch Master of Ceremonies). Diese waren festgelegter Teil der Show und wurden von Gary Yudman gesprochen, der 1980 und 1981 als MC sowohl die The-Wall-Konzerte im Earls Court als auch die im Nassau Coliseum begleitete.
Das Album traf nach Veröffentlichung auf einige Kritik: Viele Kritiker bemängelten, dass es für ein Live-Album zu strikt konstruiert und zu wenig dynamisch sei, womit es wenig mehr als eine schlechtere Version des Studioalbums darstelle, zumal die visuellen Aspekte der Aufführungen auf einer CD-Veröffentlichung völlig verschwänden. Andere priesen Is There Anybody Out There? als hervorragende Wiedergabe der damaligen Live-Shows.
Einige Stücke unterscheiden sich nennenswert von den Studioversionen: Viele Lieder erhielten längere Intros und/oder Outros (u. a. In the Flesh?, In the Flesh, The Thin Ice, Mother, Run Like Hell), einige auch verlängerte Soli (u. a. Mother, Another Brick in the Wall (Part 2), Young Lust, Comfortably numb). The Show Must Go On besitzt eine zusätzliche Strophe, die aus der ursprünglichen Studioversion vor Veröffentlichung herausgeschnitten wurde.
Im Juli 2005 wurde Is There Anybody Out There? in den USA und Kanada neu veröffentlicht, da Columbia Records die Produktionsaufnahmen verloren hatte. James Guthrie und Joel Plante erstellten neue Master, woraufhin die Angabe „mastered by“ im Booklet in der Neuauflage von „Doug Sax“ auf „James Guthrie & Joel Plante“ geändert wurde. Darüber hinaus wurden Details der Songschreiberangaben korrigiert; so wird nun erwähnt, dass MC:Atmos auf der ersten CD ein Sample von We’ll Meet Again von Vera Lynn verwendet.
In den USA erreichte das Album Platz 19 in den Billboard 200 und wurde im Mai 2000 mit Platin ausgezeichnet.

### Ausgaben
Is There Anybody Out There? ist das bisher einzige Pink-Floyd-Album, das nicht als Vinyl-LP erschien. Einige Monate nach der CD erschien eine limitierte Vinyl-Picture Disc, die jedoch nur wenige Lieder des vollständigen Albums enthielt.
Das vollständige Album ist somit ausschließlich als Doppel-CD erschienen. Von dieser erschienen zwei Ausgaben:
- Zum einen eine Deluxe Limited Edition, die aus einem hochformatigen Pappschuber bestand, in dem ein gebundenes Buch steckte, das in der ersten und letzten Umschlagseite die beiden CDs enthielt, und auf schwerem Papier zahlreiche Fotos, Bühnenkonstruktionszeichnungen, sowie ausführliche Anmerkungen unter anderem aller beteiligten Pink-Floyd-Mitglieder und des Produzenten James Guthrie vereinte. Einige von allen Bandmitgliedern signierte Exemplare dieser Ausgabe wurden von EMI auch im Rahmen eines Internet-Preisausschreibens verlost. Roger Waters signierte hierbei jedoch im Gegensatz zu seinen ehemaligen Kollegen auf der Rückseite.
- Eineinhalb Wochen nach der Deluxe-Ausgabe erschien die Standard-Ausgabe, die beide CDs in einem breiten Doppel-CD-Jewel Case beinhaltet, in das ein gewöhnliches Booklet eingelegt ist, das auch einen Teil der Fotos und Anmerkungen der Deluxe-Ausgabe umfasst.

### Wiedergabegenauigkeit
- Während der The-Wall-Auftritte leitete Roger Waters Run like hell mit teilweise variierenden Kommentaren über das Publikum wie auch über das aufblasbare Schwein ein, das Pink Floyd als Markenzeichen bei Konzerten verwendeten. Auf dem Album findet sich genau genommen eine Mischung von zwei Aufnahmen vom 15. und 17. Juni 1981 aus dem Earls Court in London.
- Bei einigen Shows wurde während der MC:Atmos-Abschnitte auch verlautbart, dass Konzertbesucher, die auf ihren Sitzen stehen, erschossen würden.
- Während der Live-Konzerte waren die Keyboards lauter als auf dem Live-Album ausgesteuert, so dass es eine klarere Balance zwischen Gitarre und Keyboards gab. Auf dem Album sind die Keyboards leiser abgemischt.

## Titelliste
Alle Stücke geschrieben von Roger Waters, sofern nicht anders angegeben.

### CD 1
1. Master of Ceremonies (Angabe auf erster nordamerikanischer Ausgabe 2000), bzw. MC:Atmos (Angabe auf europäischer Ausgabe und nordamerikanischer Neuauflage ab 2005) – 1:13 min
2. In the Flesh? – 3:00 min
3. The Thin Ice – 2:49 min
4. Another Brick in the Wall (Part I) – 4:13 min
5. The Happiest Days of Our Lives – 1:40 min
6. Another Brick in the Wall (Part II) – 6:19 min
7. Mother – 7:54 min
8. Goodbye Blue Sky – 3:15 min
9. Empty Spaces – 2:14 min
10. What Shall We Do Now? – 1:40 min
11. Young Lust (Waters/Gilmour) – 5:17 min
12. One of My Turns – 3:41 min
13. Don’t Leave Me Now – 4:08 min
14. Another Brick in the Wall (Part III) – 1:15 min
15. The Last Few Bricks (Waters/Gilmour) – 3:26 min
16. Goodbye Cruel World – 1:41 min

### CD 2
1. Hey You – 4:55 min
2. Is There Anybody Out There? – 3:09 min
3. Nobody Home – 3:15 min
4. Vera – 1:27 min
5. Bring the Boys Back Home – 1:20 min
6. Comfortably Numb (Gilmour/Waters) – 7:26 min
7. The Show Must Go On – 2:35
8. Master of Ceremonies (Angabe auf erster nordamerikanischer Ausgabe 2000), bzw. MC:Atmos (Angabe auf europäischer Ausgabe und nordamerikanischer Neuauflage ab 2005) – 0:37 min
9. In The Flesh – 4:23 min
10. Run Like Hell (Gilmour/Waters) – 7:05 min
11. Waiting for the Worms – 4:14 min
12. Stop – 0:30 min
13. The Trial (Waters/Ezrin) – 6:01 min
14. Outside the Wall – 4:27 min

## Besetzung
- David Gilmour: Gitarre, Gesang, Mandoline auf Outside the Wall
- Roger Waters: Bass, Gitarre, Gesang, Klarinette auf Outside the Wall
- Richard Wright: - Keyboards, Akkordeon auf Outside the Wall, Gesang
- Nick Mason: Schlagzeug, Percussion, Akustikgitarre auf Outside the Wall

mit
- Snowy White: Gitarre (1980er Konzerte)
- Willie Wilson: Schlagzeug, Percussion
- Andy Bown: Bass, Akustikgitarre auf Outside the Wall
- Peter Wood: Keyboards, Akustikgitarre auf Outside the Wall
- Gary Yudman: MC
- Andy Roberts: Gitarre (1981er Konzerte)
- Stan Farber: Hintergrundgesang
- Joe Chemay: Hintergrundgesang
- Jim Haas: Hintergrundgesang
- John Joyce: Hintergrundgesang

## Kommerzieller Erfolg

### Chartplatzierungen
| ChartsChartplatzierungen       | Höchstplatzierung | Wochen |
| ------------------------------ | ----------------- | ------ |
| Deutschland (GfK)              | 3 (9 Wo.)         | 9      |
| Österreich (Ö3)                | 3 (5 Wo.)         | 5      |
| Schweiz (IFPI)                 | 3 (9 Wo.)         | 9      |
| Vereinigte Staaten (Billboard) | 19 (9 Wo.)        | 9      |
| Vereinigtes Königreich (OCC)   | 15 (6 Wo.)        | 6      |

### Auszeichnungen für Musikverkäufe
| Land/Region                  | Auszeichnungen für Musikverkäufe (Land/Region, Auszeichnung, Verkäufe) | Verkäufe  |
| ---------------------------- | ---------------------------------------------------------------------- | --------- |
| Neuseeland (RMNZ)            | Gold                                                                   | 7.500     |
| Vereinigte Staaten (RIAA)    | Platin                                                                 | 1.000.000 |
| Vereinigtes Königreich (BPI) | Gold                                                                   | 100.000   |
| Insgesamt                    | 2× Gold · 1× Platin ·                                                  | 1.107.500 |

Hauptartikel: Pink Floyd/Auszeichnungen für Musikverkäufe